# Jan Rokus van Roosendael
Jan Rokus van Roosendael (eigenlijk: Jan Rokus de Groot) (Zwijndrecht, 6 mei 1960 - Oostzaan, 17 februari 2005) was een Nederlands componist.
In 1989 ontving Van Roosendael de Aanmoedigingsprijs Muziek van het Amsterdams Fonds voor de Kunst voor zijn werk Charitas (1987).
Van Roosendael was gehuwd met de componiste Sinta Wullur. Hij was een broer van componist en musicoloog Rokus de Groot (1947).

## Opleiding
Na een jaar op de Rietveldacademie besloot Van Roosendael compositie te gaan studeren aan het Sweelinck Conservatorium in Amsterdam. Vanaf 1979 studeerde hij compositie bij Robert Heppener en instrumentatie bij Geert van Keulen. Hij studeerde af in 1986. Daarnaast studeerde hij muziekwetenschap aan de Universiteit van Amsterdam en instrumentatielessen bij Geert van Keulen. Hij volgde diverse compositiepraktica, die onder andere georganiseerd werden door het Nieuw Ensemble en de Slagwerkgroep Amsterdam.  In september 1987 volgde hij in Polen een internationale zomercursus voor jonge componisten in Polen, onder leiding van onder andere Włodzimierz Kotoński en Klaus Huber.

## Composities
Van Roosendael was deelnemer aan een aantal compositiepractica. Hieruit zijn onder andere de werken Chamber music (1982; voor het Nieuw Ensemble) en Irama (1983) voortgekomen. Stukken van Van Roosendael werden uitgevoerd tijdens een aantal Gaudeamusweken (1982, de liederencompositie Facetten op tekst van J.C. Bloem; 1985 en 1986) en het Holland Festival van 1985 (Sinfonia per archi tijdens het Gala van de Nederlandse muziek). 
Van Roosendael was erg geïnteresseerd in niet-westerse muziek. Deze invloed is terug te horen in onder andere het orkestwerk Tala (1987), geschreven voor de tournee van het Nederlands Studenten Orkest in 1988. Hij schreef vervolgens Events (1991) voor de VARA-Matinee, Static motion (1992) voor het Nieuw Ensemble tijdens de Nederlandse Muziekdagen 1992. Het werk Space of time (1990) werd in 1992 gespeeld door Het Gelders Orkest o.l.v. Reinbert de Leeuw. The harp of fire (1991, voor sopraan en ensemble) werd uitgevoerd tijdens de ISCM-dagen in Mexico in 1993. Voor het Japanse LAMI ensemble schreef hij Shifting Patterns (1993). Het Ensemble InterContemporain speelde Van Roosendaels Sringhara (1993), première 1994 in Parijs. 
Het werk Windows uit 1996 liet een ommezwaai zien in zijn werk: van niet-westerse naar polyfone, liturgisch getinte muziek. Het werd geselecteerd voor de ISCM-dagen in Manchester in 1998, gespeeld door de BBC Philharmonic o.l.v. Sir Peter Maxwell Davies. Tijdens de Nederlandse Muziekdagen in 1998 ging het harpconcert David and Saul in première. Het Nederlands Kamerkoor zong in 2002 de première van The Beatitudes in het Concertgebouw in Amsterdam.
Een aantal van Van Roosendaels werken zijn opgenomen op cd.

### Werken voor orkest
- 1985 Sinfonia per archi, voor strijkorkest
- 1987 Tala, voor orkest
- 1990 Space of time, voor orkest
- 1995 Heterophony, voor kamerorkest
- 1996 Windows, voor orkest
- 1998 Saul en David, voor harp en kamerorkest
- 2000 Agnus Dei, voor strijkorkest

### Werken voor harmonieorkest
- 1994 Echo, voor harmonieorkest

### Missen en gewijde muziek
- 1987 Charitas, voor gemengd koor
- 1997 Psalm 139, voor gemengd koor
- 2001 Magnificat, voor sopraan, piano, viool en cello
- 2001 De mis, voor gemengd koor en blazers
- 2002 Three Psalm Motets, voor gemengd koor

### Werken voor koren
- 2000 The Beatitudes, voor gemengd koor

### Vocale muziek
- 1981 Facetten, voor zangstem en piano - tekst: J.C. Bloem
- 1991 The Harp of Fire, voor sopraan, harp, piano, dwarsfluit, klarinet en 2 slagwerkers
- 1993 Sringhara, voor sopraan, harp en slagwerk

### Kamermuziek
- 1982 Chamber Music
- 1988 Rotations, voor blokfluit
- 1990 Kaida, voor dwarsfluit, basklarinet en piano
- 1991 Events, voor blazers, piano en tamtam
- 1992 Static Motion
- 1993 Shifting Patterns, voor blaaskwintet, slagwerk en piano
- 1993 Drone, voor strijkkwartet
- 1995 Nove, voor saxofoonkwartet
- 1997 Carillon, voor Javaanse Gamelan
- 1999 Jesu zij mij aan, voor cello en piano
- 2002 Hymne, voor blokfluit en Japanse instrumenten
- 2003 Advent, voor cello en piano
- 2003 Miserere, voor viool, altviool, tenorviool en cello
- 2004 Choral Variations, voor blazers en piano

### Werken voor piano
- 1986 Events
- 1996 Theka
- George took the wrong plane

### Werken voor beiaard
- 1999 Kyrie

### Werken voor slagwerk
- 1983 Irama, voor 9 slagwerkers en piano
- 1999 Triptiek, voor slagwerktrio
- 2002 Chorus, voor slagwerkensemble